# José María Pagador Otero
José María Pagador (Badajoz, España, 1948), es un escritor, periodista y ensayista con una carrera profesional de cinco décadas como directivo, reportero de plantilla, columnista y colaborador en medios de prensa escrita, radio, TV, comunicación corporativa e internet, pertenecientes a grupos de comunicación españoles (La Editorial Católica- Vocento, Grupo 16, Cadena SER, Grupo Zeta) y fundador y actual director del periódico digital PROPRONews.
Como escritor ha publicado una veintena de libros de poesía, narrativa, gran reportaje, ensayo e historia. Autor de una apreciada edición del Quijote y del Libro de Uso del Quijote, de reconocida utilidad en el mundo académico, universitario y literario español e hispanoamericano. Practica también la pintura y la fotografía, con diversas exposiciones en España y Portugal, y la música (toca la batería, la armónica y el teclado). Canciones y poemas suyos figuran en el repertorio o han sido grabados en disco por Elder Barber, Nando Juglar, Fermín, Azalea, Bossa Standard Jazz. Poemas suyos han sido musicados por el compositor, organista y exdirector del Real Conservatorio Superior de Música de Madrid Miguel del Barco Gallego, y figuran en el repertorio de diversos cantantes líricos.

## Biografía
El mayor de una familia de ocho hermanos, José María Pagador Otero es hijo de Isabel Otero Román y de Fernando Pagador de la Peña, exmilitar republicano, empresario y político del PSOE represaliado por el franquismo; sobrino nieto de Rosendo de la Peña Risco, maestro nacional que ejerció en Marchena (Sevilla), socialista y miembro de la Federación de Trabajadores de la Enseñanza de UGT, fusilado por los franquistas el 24 de agosto de 1936; y sobrino nieto en cuarto grado de los poetas Antonio y Manuel Machado, primos segundos de su tío Rosendo y de su abuela paterna, Concepción de la Peña Risco.

## Formación
José María estudió la enseñanza primaria y el bachillerato como interno en los colegios salesianos de Puebla de la Calzada y Mérida (Badajoz), donde recibió una formación grecolatina, humanista y literaria, y empezó a escribir muy pronto.
Cursó dos años de Derecho en la Universidad de Salamanca y un año de Dirección Escénica en el Centro Dramático de Madrid.
Estudió la carrera de Periodismo en Madrid, titulándose como periodista por la Escuela de Periodismo de la Iglesia y por la Escuela Oficial de Periodismo.
Fue becario de la Fundación Romanillos de Madrid.

## Periodista
- 1972-1989: Redactor del Diario Regional HOY de Extremadura y responsable de suplementos, números extraordinarios y coleccionables.
- Enviado especial de la cadena La Editorial Católica en acontecimientos informativos de España, Portugal y otros países.
- 1975-1985: Redactor, redactor jefe, subdirector y gerente de Hoja del Lunes de Badajoz.
- Coordinador de la Revista cultural Alminar, editada por Hoy y Diputación de Badajoz.
- 1972-1992: Corresponsal del Grupo 16 (Diario 16 y Cambio 16), la Agencia EFE.
- 1989-2017: Columnista fijo de El Periódico Extremadura y otros periódicos del Grupo ZETA.
- Columnista de “Los Españoles”, semanario fundado por Manuel Martín Ferrand.
- 1986-2013: Fundador y director de la revista Frontera.[3]
- 1989-1993: Director de la revista “Economía Extremeña”.
- Colaborador desde los años 70 del siglo XX en Cadena SER- Extremadura, y contertulio del programa "La Ventana Extremadura" y “Hoy por hoy” y con el espacio semanal " La mirada abierta".
- 2013-2015: Director y presentador de "Más que dos", programa de entrevistas de Canal Extremadura Televisión.
- Desde 2017, fundador y director del periódico digital PROPRONews.

## Cargos
- Presidente de la Asociación de la Prensa de Badajoz.[4]
- Presidente de la Asociación de la Prensa de Extremadura.
- Cofundador y miembro del Comité Ejecutivo de los Encuentros Iberoamericanos de Comunicación.
- Consejero de la Institución Cultural “Pedro de Valencia” de la Diputación de Badajoz (CECEL[5].-CSIC).

## Libros publicados
- Circunstancia del polvo. Poesía. Diputación Provincial. Badajoz. 1973.
- El instante habitado. Poesía. Colección Álamo. Salamanca. 1980.
- Dioses de la lluvia. Poesía. Diputación Provincial. Cáceres. 1983.
- Artificio. Poesía. Institución Fray Bernardino de Sahagún. León. 1984. Premio Antonio González de Lama.
- Impar nunca. Poesía. Editorial Ángaro. Sevilla. 1985.
- La guerra civil en Extremadura. Con otros autores. HOY. 1986.
- Extremadura, un mundo. Junta de Extremadura. 1992. Libro oficial de Extremadura en la Expo’92.
- Concierto en clave de riada. Libro reportaje. Fundación Caja Badajoz. 2001.
- Tiempo de hombre. Poesía. Tecnigraf Editores. Badajoz. 2004.
- Edición de El Quijote y Libro de Uso del Quijote (2 volúmenes). Extremadura. 2005. Junta de Extremadura y otros.
- Libro General de Uso del Quijote. Sociedad Don Quijote de la Mancha. Consejería de Cultura de Castilla-La Mancha. 2008.
- Wo. Catálogo de su exposición de fotografías. Diputación de Badajoz. 2014.
- Los pecados increíbles. Novela. De la Luna Libros. Mérida. 2008.
- Susana y los hombres. Relatos. Editora Regional de Extremadura. Mérida. 2010.
- 74 Sonetos. Poesía. Fundación Academia Europea de Yuste. Extremadura. 2010.
- El viaje del tiburón. Novela. Caligrama, Sevilla. 2018.
- AbeceImagindario. Fotolibro. Fundación Caja Badajoz. 2023.
- Lencero, el hombre que no se encontró a sí mismo. Biografía. Fundación Caja Badajoz. 2023.
- Susana Leroy. Novela. Fundación José Manuel Lara. Sevilla. 2023.

## Discos
- “Es libertad”. Hispavox. Madrid. 1976.
- “Poemas”. Pañoleta Records. Sevilla. 1986.
- “Poemas”. Fonoruz. Montilla-Córdoba. 1989.
- “Poemas”. EFEN-Records. Sevilla. 2001.

## Prólogos
- Escribir, con E de Ellas. Para La mujer que se casó consigo misma,[6] de Elisa Blázquez. 2016.
- El continente infinito. Para Amanecer el alba, de JAM Montoya. 2019.

## Premios
Ha recibido, entre otros, los siguientes premios y distinciones:
- Premio Internacional de Poesía “Antonio González de Lama” del Ayuntamiento de León.
- Premio Nacional Banco de Bilbao de artículos periodísticos.
- Premio Nacional Ejército del Aire de prensa escrita (1978. Ministerio de Defensa de España).
- Premio Nacional Ejército del Aire de prensa escrita (1988. Ministerio de Defensa de España).
- Premio “Importante de Extremadura”, concedido por la Asociación de la Prensa de Extremadura.
- Premio “Extremeño del Año”, concedido por la Cadena SER.
- Medalla de la Asociación Protectora de Subnormales de Extremadura, por su labor de apoyo a los discapacitados psíquicos.
- Premio Nacional de Comunicación Corporativa por la revista Frontera[3]
- Seleccionado Premio de Narrativa “Gonzalo Torrente Ballester”.

## Antologías y Estudios
Su obra literaria está recogida en diversas publicaciones y antologías extremeñas y españolas de poesía y prosa, como:
- Nueva Etapa.  Universidad María Cristina. El Escorial. Madrid. 1972.
- Poesía cada día. ABC. Madrid. 1974.
- Narrativa Extremeña Actual. Editorial Esquina viva. Badajoz, 1976.[7]
- Abanico. Antología de Poetas. Patronato Biblioteca Municipal. Mérida, 1980.
- Literatura en Extremadura. Editorial Universitas. Badajoz. 1983.
- Antología consultada de poetas extremeños. Editora Regional de Extremadura. Mérida. 1984.
- Pliegos de Poesía.  Revista El Ciervo. Barcelona. 1988.
- Gran Enciclopedia Extremeña. Edex. Mérida. 1988.[8]
- Extremadura. Editorial Everest. León. 1992.
- Oeste Gallardo. Badajoz, 1999.
- La narración corta en Extremadura. Diputación de Badajoz. 2000.
- Canciones de la amistad y del amor. Boletín de la Real Academia de Extremadura de las Letras y las Artes. Tomo XI. Año 2000-2001.
- Negro sobre blanco. Programa literario de la Segunda Cadena de TVE dedicado a su edición del Quijote. 21, marzo, 2004.
- Antología Centenario de la Fiesta del Soneto de 1912. Ateneo de Sevilla. 2006.
- Antología Homenaje Fiesta del Ultra de 1919. Ateneo de Sevilla. 2008.
- Antología Homenaje a la Generación del 27. Ateneo de Sevilla. 2008.
- Quevedo. La Luna de Mérida. Enero 2011.
- El Quijote en Extremadura: Estudios e investigaciones. Consejería de Educación y Cultura de la Junta de Extremadura. Alborayque Libros-Biblioteca de Extremadura. Badajoz. 2015.
- Numerosas colaboraciones literarias y periodísticas suyas han sido publicadas en ABC, El País, Cambio 16, Diario 16, El Adelantado de Segovia, La Gaceta Literaria, revista El Ciervo, Diario de León, Revista de Aeronáutica y Astronaútica,[9] El Oeste Gallardo, Nuevo Diario, Revista Alcántara, Nuevo Alor, Alor Novísimo, Anaquel, etc.

## Conferenciante
- Ha pronunciado conferencias dentro y fuera de España en ateneos, universidades colegios, asociaciones y ferias del libro sobre distintas temáticas, y especialmente sobre periodismo, sobre su obra y sobre el Quijote, del que es un especialista reconocido.
- Ha dado conferencias sobre su edición del Quijote con su Libro de Uso y ha presentado la obra en el Instituto Cervantes de Londres[10] y en la Universidad Nova de Lisboa.

## Teatro y Música
- Director del TEU del Colegio Mayor de San Bartolomé y del TEU de la Universidad de Salamanca.
- Miembro del Centro Dramático de Madrid con José Monleón y William Layton.
- Miembro de diversos grupos de teatro en Madrid y Extremadura.
- Introductor del Método de Stanislavski en Extremadura.
- Fundador y director del TEU de la Universidad de Extremadura, con el que estrenó su obra “El borracho” en los años 70 del siglo pasado.
- Miembro fundador del grupo de rock-pop The Walker.

## Pintura y Fotografía
Exposiciones individuales:
- 1970. Óleos y dibujos. Casa de la Cultura. Diputación Provincial. Badajoz.
- 1993. Acuarelas. Caja de Ahorros de Badajoz. (Badajoz).
- 1996]. Acuarelas. Caja de Ahorros de Badajoz. (Almendralejo).
- 1997. Acuarelas. Caja de Ahorros de Badajoz. (Zafra).
- 1997. Acuarelas. Torre de Guzmán. Ayuntamiento de Conil de la Frontera (Cádiz).
- 1998. Acuarelas. Cordoaria Nacional. Cámara Municipal de Lisboa y BBV- Portugal (Lisboa).
- 1998. Acuarelas. Casa de la Cultura. Ayuntamiento de Vejer de la Frontera (Cádiz).
- 1999. Acuarelas. Galería Exclusive. Carnaxide (Portugal).
- 2002. Acuarelas. Galería Biblio-Art (Badajoz).
- 2014. Wô. Fotografías del mundo.[11] Sala Vaquero Poblador. Diputación Provincial. Badajoz.
- Hay obras suyas en numerosas instituciones y colecciones públicas y privadas de España, Portugal, Francia, Italia, Suiza y Australia.